# Ra.One
Ra.One es una película de superhéroes india de 2011 dirigida por Anubhav Sinha y protagonizada por Shah Rukh Khan, Arjun Rampal, Kareena Kapoor, Armaan Verma, Shahana Goswami y Tom Wu en los roles principales. El guion, escrito por Anubhav Sinha y Kanika Dhillon, se originó como una idea que Sinha tuvo cuando vio un comercial donde unas personas controlaban de manera remota a un humano.

## Sinopsis
La película sigue a Shekhar Subramanium (Shah Rukh Khan), un diseñador de videojuegos que crea un juego basado en sensores de movimiento en el que el antagonista (Ra.One) es más poderoso que el protagonista (G.One). El primero se escapa del mundo virtual del juego y entra al mundo real; su objetivo es matar a Lucifer, la ID de juego del hijo de Shekhar, Prateek y el único jugador que ha desafiado el poder de Ra.One. Implacablemente perseguida, la familia se ve obligada a sacar a G.One del mundo virtual para derrotar a Ra.One.

## Producción y lanzamiento
El rodaje dio inicio en marzo de 2010 y tuvo lugar en la India y el Reino Unido, y fue supervisada por un equipo internacional. La posproducción involucró la conversión 3-D y la aplicación de efectos visuales, siendo esta último reconocido como un avance tecnológico entre el estándar de las películas indias. Con un presupuesto de 150 crore (en promedio 23 millones de dólares estadounidenses), incluidos los costos de publicidad, Ra.One fue una de las películas indias más caras en el momento de su lanzamiento. Los productores gastaron en promedio 23 millones de dólares, de los cuales más de 8 millones se destinaron a una campaña publicitaria de nueve meses, con acuerdos de marca, mercadería, videojuegos y marketing viral.
El lanzamiento de Ra.One estaba programado inicialmente para el 3 de junio de 2011, pero las demoras debido a un largo proceso de postproducción y el aumento de los costos retrasaron su estreno. La película también enfrentó controversias que involucraban plagio, filtraciones de contenido y problemas de derechos de autor. En consecuencia, Ra.One fue estrenada el 26 de octubre de 2011 en 2D, 3D y versiones dobladas, con tres estrenos internacionales que se celebraron entre el 24 y 26 de octubre de 2011. La película gozó del mayor lanzamiento teatral internacional para una película india a partir de 2011 y fue precedida por altas expectativas comerciales y de audiencia.

## Reparto

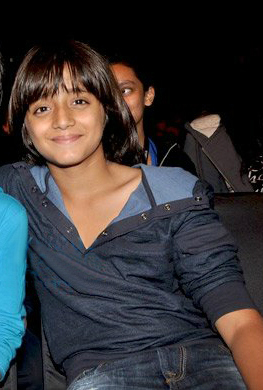
Armaan Verma interpretó a Prateek, uno de los protagonistas del filme.

Los protagonistas principales de Ra.One fueron interpretados por Shah Rukh Khan, Kareena Kapoor y el antagonista Arjun Rampal. Papeles de soporte fueron interpretados por Tom Wu, Shahana Goswami y Armaan Verma. En la película hubo apariciones especiales de Rajinikanth interpretando a Chitti y a Sanjay Dutt y Priyanka Chopra en una escena de sueño. Otros roles menores fueron interpretados por Dalip Tahil y Satish Shah, y el voice-over fue suministrado por Amitabh Bachchan. Khan interpretó a Shekhar y a G.One. El personaje de Ra.One fue encarnado por tres actores – Rampal, Wu y Kapoor.

## Recepción
Tras el lanzamiento, Ra.One recibió críticas mixtas, con reseñas que elogiaban las imágenes y la música, pero que criticaban el guion y la dirección. Comercialmente, la película se convirtió en la tercera película de Bollywood más taquillera del 2011 a nivel nacional y en la producción de Bollywood más taquillera de 2011 en todo el mundo, rompiendo varios récords de taquilla, aunque logró sostenerse en la misma después de su prolongado fin de semana de estreno. Como la película ganó más de 170 millones de rupias, fue considerada un "superhit", ya que los distribuidores recuperaron su inversión. Posteriormente, la película ganó varios premios por sus aspectos técnicos, de los que destacan un Premio Nacional de Cine, un Premio Filmfare y cuatro Premios Internacionales de la Academia de Cine de la India.